# Pristimantis pataikos
Pristimantis pataikos es una especie de anfibio anuro de la familia Craugastoridae.

## Distribución
Esta especie habita entre los 1 800 y 3 470 m de altitud:
- en Ecuador en la provincia de Zamora-Chinchipe;
- en Perú en la provincia de Bagua en la región de Amazonas.[4]

## Descripción
Las hembras miden 21,6 mm.

## Publicación original
- Duellman & Pramuk, 1999 : Frogs of the genus Eleutherodactylus (Anura: Leptodactylidae) in the Andes of northern Peru. Scientific Papers Natural History Museum the University of Kansas, n.º 13, p. 1-78[5]